# Аргентино-чилійські відносини
Аргентино-чилійські відносини — двосторонні дипломатичні відносини між Аргентиною та Чилі. Протяжність державного кордону між країнами становить 5308 км.

## Історія
Країни підтримують відносини понад 200 років. До незалежності території цих країн перебували під контролем Іспанської імперії: генерал-капітанство Чилі та Ріо-де-ла-Плата. Під час війни за незалежність Чилі та Аргентина були близькими союзниками, ними була утворена Андська армія. Після здобуття незалежності протягом більшої частини 19-го і 20-го століття відносини між країнами були напруженими, в основному через суперечки щодо приналежності Патагонії. 1881 року між двома країнами було підписано договір про кордон.
Найсерйозніший прикордонний конфлікт між країнами стався через суперечку щодо приналежності трьох островів: Леннокс, Піктон та Ісла-Нуева, які розташовані на південь від протоки Бігля. Для вирішення територіальної суперечки Аргентина і Чилі звернулися за допомогою до британської королеви Єлизавети II. У травні 1977 року королева Єлизавета II ухвалила, що дані острови належать Чилі. Аргентинська влада відмовилася ухвалити це рішення і відносини з Чилі різко погіршилися, поставивши ці країни на межу повномасштабної війни. У 1978 році країни прийняли пропозицію Івана Павла II виступити посередником у територіальній суперечці через спеціального посланця кардинала Антоніо Саморе. У травні 1985 року Аргентина та Чилі підписали у Римі Договір про вирішення територіальної суперечки. У серпні 1991 року президент Чилі Патрісіо Айлвін і президент Аргентини Карлос Сауль Менем підписали Угоду, в результаті чого було вирішено двадцять два проблемних територіальних питання, два питання було вирішено залишити на суд міжнародних арбітрів. Чилі продовжує претендувати на частину території Антарктиди, яку називають Чилійською антарктичною територією, на яку також притендують Аргентина та Великобританія.
У травні 2010 року між країнами стався дипломатичний конфлікт, викликаний тим фактом, що в Аргентині випустили карти, де низка спірних районів Патагонії була відзначена як аргентинська територія.

## Економічні відносини
У 2013 році обсяг товарообігу між країнами становив суму близько 1 млрд доларів США, Аргентина була четвертим торговим партнером Чилі (6 % від загального обсягу імпорту цієї країни).